# Drzewoszka innostópka
Drzewoszka innostópka (Ybyrapora diversipes) – gatunek pająka z rodziny ptasznikowatych i podrodziny Aviculariinae. 

## Taksonomia
Gatunek ten opisany został po raz pierwszy w 1842 roku przez Carla Ludwiga Kocha pod nazwą Mygale diversipes. W 1850 roku autor ów przeniósł go do rodzaju Eurypelma. W 2009 roku umieszczony został w rodzaju Avicularia przez Rogéria Bertaniego i Caroline Sayuri Fukushimę. W 2017 Fukushima i Bertani dokonali analizy kladystycznej, na podstawie której sklasyfikowali go w nowym rodzaju Ybyrapora.

## Morfologia
Pająki te osiągają niewielkie jak na ptaszniki rozmiary. Długość ciała dochodzi do niespełna 6 cm u samic i 4 cm u samców. Z kolei rozpiętość odnóży dochodzi do około 9 cm. Ubarwienie zmienia się w trakcie rozwoju osobniczego. Stadia najmłodsze są metalicznie zielone z ciemnozielonym środkiem karapaksu, ciemnozielonym pasem o zygzakowatych brzegach wzdłuż wierzchu opistosomy (odwłoka), pośrodku którego leży żółtawozielona plama podłużna oraz z ciemnozielonymi przepaskami poprzecznymi po bokach opistosomy, łączącymi się ze wspominanym pasem podłużnym. U starszych stadiów młodocianych podłużny pas na wierzchu opistosomy staje się czarny, a podłużna plama na jego środku jaskrawoczerwona, natomiast karapaks pozostaje jeszcze metalicznie zielony. W kolejnych stadiach podstawowa barwa ciała zmienia się na brązowawą, odnóża stają się metalicznie błękitne z pomarańczowym pasem na nadstopiach i stopach, a plama na opistosomie pozostaje czerwona. Osobniki dorosłe są natomiast brązowe z metalicznie zielononiebieskim połyskiem tylko na bokach odnóży, z pomarańczowym pasem wzdłuż wierzchu stóp i nadstopi; plama pośrodku pasa na opistosomie staje się czarna i zanika, a jedynymi pozostałościami wzoru na tej części ciała zostają brązowawe plamki w przednio-bocznych częściach opistosomy.
Prosoma ma nieco dłuższy niż szeroki karapaks pokryty krótkimi szczecinkami i wmieszanymi w nie, rozproszonymi szczecinkami dłuższymi. Część głowowa jest wyraźniej wyniesiona u samicy niż u samca. Ośmioro oczu ustawionych jest w dwóch rzędach na szerszym niż dłuższym i nieco wyniesionym wzgórku ocznym. Oczy przednio-boczne leżą bardziej z przodu niż przednio-środkowe, a oczy tylno-boczne bardziej z tyłu niż tylno-środkowe. Szczękoczułki pozbawione są szeregu sztywnych szczecin (rastellum), w części odsiebnej mają 8 zębów u samicy i 9 u samca, a na krawędzi przedniej szereg drobnych ząbków. Dłuższe niż szerokie sternum swym ostro kanciastym wierzchołkiem tylnym nie rozdziela ostatniej pary bioder. Kolejność par odnóży od najdłuższej do najkrótszej to I, IV, II, III. Stopy mają maczugowate trichobotria w odsiebnych ⅔ swej długości. Skopule występują na całych stopach wszystkich par odnóży, całych nadstopiach dwóch początkowych par, odsiebnych ⅔ długości nadstopi trzeciej pary oraz odsiebnej ⅓ długości nadstopi czwartej pary. Jako u jedynego gatunku rodzaju golenie pierwszej pary odnóży mają na przedniej stronie części wierzchołkowej wyniosłość zarośniętą przez grupkę szczecinek.
Nogogłaszczki samca mają prawie trójkątne cymbium o podobnych rozmiarów płatach, z których prolateralny jest trójkątny, a retrolateralny zaopatrzony jest w zaokrąglony wyrostek porośnięty grubymi szczecinkami. Kulisty bulbus ma niewielkie subtegulum i pozbawione guzka tegulum. Około siedmiokrotnie dłuższy od tegulum embolus jest niespłaszczony, pozbawiony kilów, w części dosiebnej zakrzywiony pod kątem ponad 180° na stronę retrolateralną, w części środkowej ustawiony pod bardzo ostrym kątem względem krawędzi tegulum, w części odsiebnej cienki i ścięty u szczytu.
Genitalia samicy odznaczają się obecnością pary całkowicie oddzielonych, bardzo długich, niezesklerotyzowanych, nieposkręcanych spermatek, będących pośrodku silnie odgiętymi dozewnętrznie i tam tak szerokimi jak u nasady. Układ spermatek przypomina kształtem literę „M”.

## Ekologia i zasięg
Rodzaj neotropikalny, endemiczny dla południowej części brazylijskiego stanu Bahia, związany ściśle z lasami deszczowymi formacji Mata Atlântica. Występuje tam na obszarze od Elísio Medrado na północy i Ilhéus na wschodzie do Jussari na południowym zachodzie. Powierzchnia tego obszaru to około 6 tys. km², jednak faktyczny obecny zasięg gatunku jest wielokrotnie mniejszy w związku z gwałtowną i intensywną deforestacją tego regionu. Tylko do 2009 obszar lasów atlantyckich w stanie Bahia skurczył się aż o 92,74%. Znanych jest tylko kilka populacji tego gatunku. Stwierdzono je m.in. w częściowych rezerwatach przyrody Jequitibá i Serra do Teimoso.
Ptasznik ten pędzi głównie nadrzewny tryb życia. Swe oprzędy buduje na różnych roślinach między parą połączonych przędzą liści. Spotykany był podczas wędrówek po pniach drzew i liściach bromeliowatych. W rezerwacie Jequitibá współwystępuje z pokrewnym Ybyrapora gamba.

## Zagrożenie
Gatunkowi temu silnie zagraża intensywne wylesianie stanu Bahia. Podejmowane lokalnie próby odtworzenia lasów nie przynoszą szybkiego powrotu leśnych zgrupowań pająków i takie wtórne zadrzewienia pozostają przez dłuższy czas zasiedlane przez gatunki terenów otwartych.
Sytuację dodatkowo pogarszają odłowy Y. diversipes celem sprzedaży na rynku terrarystycznym (handluje się nimi m.in. w Wielkiej Brytanii, Niemczech, Polsce, na Węgrzech, w Chinach, Tajwanie i Stanach Zjednoczonych).
Ze względu na niszczenie siedliska i potencjał komercyjny badacze od 2009 roku postulują umieszczenie tego gatunku w załączniku CITES oraz w Czerwonej księdze gatunków zagrożonych Międzynarodowej Unii Ochrony Przyrody.

## Hodowla
Dorosły osobnik wymaga dobrze wentylowanego terrarium o podstawie 20×20 cm i wysokości 30–35 cm. Wilgotność powietrza utrzymuje się na poziomie 75–85%, a temperaturę na poziomie 25–28°C z niewielkimi spadkami nocą. Dojrzałość płciowa osiągana jest około 10 wylinki. Zaleca się dopuszczać samice o długości ciała co najmniej 4 cm. Po 1,5–4 miesiącach od kopulacji samica wytwarza kokon, zwykle zawierający 50–100 jaj. Można go odebrać samicy najwcześniej po 3,5 tygodniach.